# The Wonder Years (banda)
The Wonder Years es una banda easycore de Lansdale, Pensilvania que se formó en junio de 2005. Desde que se formaron, han publicado cinco álbumes, dos EP, y varias compilaciones. El grupo actualmente tiene una firma con Hopeless Records. Su nombre proviene de un artículo académico escrito por el profesor particular de Dan 'Soupy' Campbell, titulado "The Wonder Years".

## Historia

### Formación, los primeros años (2005-2006)
The Wonder Years se formó en 2005 a partir de los integrantes restantes de una antigua banda de Lansdale llamada The Premier. The Premier estaba constituida por Soupy (Dan Campbell), Matt Brasch, Nick Steinborn, Matt Hittinger, Dave and CJ Morgan. Dan Campbell y Matt Brasch se unirían a Casey Cavaliere, Mike Kennedy, Josh Martin y Mikey Kelly para formar The Wonder Years.
En sus dos primeros años de existencia, lanzaron dos relativamente desconocidos split EPs con otras bandas locales. El primero (con Emergency and I) fue publicado en 2005 e incluía tres canciones. Dos de ellas luego serían regrabadas para incluirse en su primer álbum de larga duración Get Stoked on It!. ("I Fell in Love with a Ninja Master" y "Buzz Aldrin: The Poster Boy for Second Place"). La otra canción en el split fue "Cowboys Killers".
The Wonder Years rápidamente continuaron su publicación en 2005 agregando otro split, esta vez con una banda llamada Bangarang!. Éste también incluía dos canciones que se regrabaron para Get Stoked on It!. ("My Geraldine Lies Over the Delaware" y "Let's Moshercise!"). Las otras dos canciones fueron "I Ain't Sayin' He a Golddigga (Sike!)" y "Through Two Hearts".

### Get Stoked on It! y Won't Be Pathetic Forever(2007-2009)
The Wonder Years firmaron con No Sleep Records en 2007. Después de completar su primer tour en Reino Unido con Never so True, grabaron su primer álbum de larga duración, Get Stoked on It!. Éste fue lanzado el 30 de octubre de 2007 e hizo que su pequeño grupo de fanes creciera significativamente. Incluía 12 canciones, todas jocosamente tituladas.
En la primavera de 2008, The Wonder Years publicaron un EP titulado Won't Be Pathetic Forever. En 2009, The Wonder Years publicaron un split EP titulado Distances con la banda británica pop punk All or Nothing. El split consistía en sólo dos canciones por The Wonder Years, y fue después de su publicación que el teclista y vocalista Mikey Kelly dejó la banda para dedicarse a otras ambiciones.

### The Upsides(2010)
El segundo álbum de larga duración de The Wonder Years, The Upsides, fue publicado el 26 de enero de 2010. The Upsides vendió 1852 copias en su primera semana, posicionándolos en varias listas Billboard: n.º 5 en Artista Alternativo, n.º 9 en Top Nuevo Artista, n.º 26 en Top Internet Álbum, y n.º 43 en Indie Label Álbum.
El lanzamiento de The Upsides fue acompañado con un vinilo de 7 pulgadas limitado a 500 copias y disponible con el pedido anticipado del CD. Este vinilo incluye una canción que no está presente en el álbum, "Leavenhouse. 11:30.", que trata sobre los primeros años de música de The Wonder Years y su escena local en Lansdale. El título "Leavenhouse" se refiere a la casa en la que los miembros de la banda de Lansdale Leavenworth vivían y se reunían de día o de noche.
Unos meses después del lanzamiento de The Upsides, el 27 de mayo, anunciaron que habían firmado con Hopeless Records. Su primer lanzamiento después de la firma fue un split de 7 pulgadas con "Fallen from the Sky", en el que cubrieron Zip Lock de "Lit".
El 21 de septiembre de 2010 publicaron una versión deluxe de The Upsides. Incluía 4 nuevas canciones: "I Was Scared and I'm Sorry", "We Won't Bury You", "Dynamite Shovel (Campfire Version)", and "Logan Circle: A New Hope". "We Won't Bury You" trata sobre su mejor amigo Mike Pelone, quien formaba arte de la banda "Emergency and I" y murió en agosto de 2010.
En octubre de 2010 lanzaron un vídeo musical de la canción "Melrose Diner" establecido para el tema de BAW Wrestling y protagonizado por el actor Charlie Saxton como el wrestler "Lone Wolf".

### Suburbia I've Given You All and Now I'm Nothing(2011-2013)
Antes de la grabación del tercer disco, Mike Kennedy decidió dejar la banda. Nick Steinborn, exmiembro de The Premier, se unió a la formación para sustituirle en la batería. No obstante, Mike Kennedy se arrepintió de su decisión y volvió a la banda, dejando a Nick Steinborn como tercer guitarrista y teclista. Para compensarle, Mike Kennedy se tatuó un dinosaurio con su cara. En otoño de 2010, The Wonder Years confirmó que estaban componiendo la continuación de The Upsides. El 14 de junio de 2011, lanzaron Suburbia I've Given You All and Now I'm Nothing con Hopeless Records. "Suburbia" está inspirado en el poema América de Allen Ginsberg, así como en la vida de la banda tras el lanzamiento de The Upsides. El primer sencillo del álbum, "Local Man Ruins Everything", se publicó el 12 de abril de 2011 en iTunes. El segundo, "Don't Let Me Cave In", fue publicado en iTunes y en Amazon el 3 de mayo de 2011, junto con un vídeo musical. El tercer sencillo, "Coffee Eyes", estuvo disponible en streaming en la web de Alternative Press el 1 de junio de 2011. El álbum se situó en el puesto 73 de la lista Billboard Top 200 en la semana de su lanzamiento, vendiendo 8.100 copias. El 11 de agosto de 2011 publicaron un vídeo musical de "Local Man Ruins Everything". El vídeo consiste en Hank the Pigeon "aventurándose por sí solo" alrededor de Lansdale y Philadelphia.
La banda lanzó un split de 6 pulgadas con Stay Ahead of the Weather titulado Punk Is Dead. Get a Job. el 17 de abril de 2012, y relanzó su álbum debut Get Stoked on It! el 15 de mayo de 2012. El álbum sólo estaría disponible en formato digital a través de la web de la compañía discográfica. Campbell, quien fue franco sobre su decepción con el primer álbum de la banda, dijo: "En nuestra opinión, este álbum es un desastre. Chris pagó para remasterizarlo hace tiempo y nosotros seguimos intentando posponer su inevitable relanzamiento. Él y yo coincidimos en que dado que ya está disponible en formato digital, no pasa nada por cambiar las viejas mezclas con las que suenan mejor, siempre que no se grabe de nuevo en un formato físico. Si te gusta el álbum, disfruta de las nuevas mezclas. Si detestas el álbum, estoy de acuerdo contigo. No tocaremos ninguna de estas canciones en directo para apoyar este relanzamiento. Ni siquiera lo consideramos un relanzamiento. Sólo un cambio a una mejor mezcla."
El 3 de diciembre, la banda anunció en su cuenta oficial de Twitter y en su web que lanzarían una compilación de todos sus EPs y splits titulada "Sleeping on Trash", que se publicó el 12 de febrero. También anunciaron que habían terminado de componer su nuevo álbum y entrarían en el estudio en enero.

### The Greatest Generation(2013-2015)
Antes del lanzamiento de The Greatest Generation. la banda ofreció cuatro conciertos en un intervalo de 24 horas para promocionar el álbum. Este cuarto álbum se publicó el 14 de mayo a través de Hopeless Records. Con este álbum se han dado más a conocer, ya que han hecho apariciones en numerosos festivales y programas como MTV o Fuse. En mayo de 2013, The Wonder Years tocó en los 6 días del Slam Dunk Festival en Reino Unido e Irlanda. Antes de embarcarse en el Vans Warped Tour de 2013, la banda dio algunos conciertos con Silverstein en Canadá.
En la primera semana, "The Greatest Generation" consiguió más del doble de ventas que "Suburbia I've Given You All and Now I'm Nothing", con un total de 19.673 copias. Estas ventas colocaron el álbum en el número 20 de la lista Billboard Top 200.

### No Closer to Heaven(2015-presente)
El 20 de abril de 2015, la banda anunció que habían terminado de grabar su quinto álbum. El 29 de junio, la banda anunció que No Closer to Heaven se publicaría el 4 de septiembre de 2015. Un día después la banda reveló el vídeo musical de una nueva canción, llamada "Cardinals". En la página web de la banda, a los compradores que reservaron el disco se les dio la opción de donar a una de cuatro organizaciones benéficas: Puppies Behind Bars, After-School All-Stars, The Herren Project y Futures Without Violence. No Closer to Heaven debutó en el número 12 del Billboard Top 200 Albums, vendiendo más de 22.000 copias en Estados Unidos durante su primera semana, siendo el disco mejor mejor vendido de la banda. El vídeo musical de "Cigarettes & Saints" fue publicado el 31 de julio. Más tarde, el 20 de agosto "I Don't Like Who I Was Then" se hizo disponible para reproducir a través de la web de Alternative Press. La canción del disco "Stained Glass Ceilings" incluye una colaboración con el cantante de Letlive, Jason Aalon Butler. El vídeo musical de la canción se estrenó en el canal de Youtube de la banda el 2 de marzo de 2016.
El 12 de septiembre de 2016 Nick Steinborn reveló en el foro de Chorus.fm su opinión respecto al disco. A pesar de considerarlo una de las mejores composiciones de la banda, admitió que tal vez hubiesen necesitado una o dos semanas más para perfeccionar las canciones. También confesó que la mezcla del disco habría necesitado algunos días más para haber podido revisar las canciones. Según Steinborn uno de los problemas a la hora de mezclar un disco de The Wonder Years es que hay demasiadas capas de guitarras, y piensa trabajar en ello para su próximo disco.

## Proyectos relacionados
Varios miembros de la banda han iniciado proyectos musicales paralelos a la misma. El más notable es el de Dan Campbell, llamado Aaron West & The Roaring Twenties, el cual inició como medio de mejorar sus habilidades como guitarrista y compositor. Su sonido ha sido descrito por él mismo como folk, con toques de country alternativo y americana. Ha publicado un disco de larga duración "We Don't Have Each Other" y un EP titulado "Bittersweet". Tanto Mike Kennedy como Nick Steinborn han colaborado en este proyecto en varias ocasiones.
Por su parte, Nick Steinborn tiene un proyecto de rock alternativo llamado Why Bother? en el que él se encarga de toda la instrumentación y producción. Matt Brasch recientemente ha empezado una banda de rock alternativo llamada Cold Climb It que lanzará su primer EP en 2017.

## Miembros

### Miembros actuales
- Matt Brasch - Guitarra, voz secundaria.
- Dan "Soupy" Campbell - Voz líder.
- Casey Cavaliere - Guitarra, voz secundaria.
- Mike Kennedy - Batería.
- Josh Martin - Bajo, voz secundaria.
- Nick Steinborn - Teclado, voz secundaria, guitarra.

### Primeros miembros
- Mikey Kelly - Teclado, voz secundaria.

## Discos de estudio
| Título                                                                                                   | Detalles                                                                                            | Posiciones en listas | Posiciones en listas | Posiciones en listas | Posiciones en listas | Posiciones en listas | Posiciones en listas | Ventas       |
| Título                                                                                                   | Detalles                                                                                            | US                   | US Rock              | US Ind               | US Alt               | AUS                  | UK                   | Ventas       |
| --- | --------------------------------------------------------------------------------------------------- | -------------------- | -------------------- | -------------------- | -------------------- | -------------------- | -------------------- | ------------ |
| Get Stoked on It!                                                                                        | - Lanzamiento: 30 de octubre de 2007 - Discográfica: No Sleep (NSR005) - Formato: CD, DL            | —                    | —                    | —                    | —                    | —                    | —                    |              |
| The Upsides                                                                                              | - Lanzamiento: 26 de enero de 2010 - Discográfica: No Sleep (NSR022) - Formato: CD, DL, LP          | —                    | —                    | 42                   | —                    | —                    | —                    |              |
| Suburbia I've Given You All and Now I'm Nothing                                                          | - Lanzamiento: 14 de junio de 2011 - Discográfica: Hopeless (HR729) - Formato: CD, DL, LP           | 73                   | 20                   | 11                   | 12                   | —                    | —                    |              |
| The Greatest Generation                                                                                  | - Lanzamiento: 14 de mayo de 2013 - Discográfica: Hopeless (HR771) - Formato: CD, DL, LP            | 20                   | 4                    | 3                    | 4                    | —                    | —                    | - US: 50,000 |
| No Closer to Heaven                                                                                      | - Lanzamiento: 4 de septiembre de 2015 - Discográfica: Hopeless (HR2172) - Formato: CD, CS, DL, LP  | 12                   | 3                    | 4                    | 1                    | 59                   | 46                   |              |
| Sister Cities                                                                                            | - Lanzamiento: 6 de abril de 2018 - Discográfica: Hopeless (HR2172) - Formato: CD, CS, DL, LP       | 18                   | 5                    | 1                    | 3                    | —                    | 70                   |              |
| The Hum Goes on Forever                                                                                  | - Lanzamiento: 22 de septiembre de 2022 - Discográfica: Hopeless (HR2172) - Formato: CD, CS, DL, LP | —                    | —                    | —                    | —                    | —                    | —                    |              |
| "—" significa que no se alcanzó ninguna posición en dicho territorio o que no fue publicado en el mismo. | |                      |                      |                      |                      |                      |                      |              |